# Daniel Butterfield
Pour les articles homonymes, voir Butterfield.
Daniel Adams Butterfield (né le 31 octobre 1831 à Utica et mort le 17 juillet 1901 à Cold Spring) est un homme d'affaires américain, un politicien, et un des political generals de l'Armée de l'Union pendant la guerre de Sécession. On lui attribue la composition de la fameuse sonnerie de clairon Taps. Après-guerre, pendant la présidence de Ulysses Grant, Butterfield est nommé assistant du trésorier-général des États-Unis. Daniel Butterfield est compromis dans le scandale Fisk-Gould. Il reçoit en 1892, 30 ans après les faits, la Medal of Honor « pour acte de bravoure ».

## Débuts
Butterfield nait à Utica (État de New York). Il sort en 1849 de l'Union College de Schenectady ; pendant ses études, il a été admis dans la Sigma Phi Society.
Il exerce ensuite diverses fonctions, en particulier dans la compagnie American Express dont son père, propriétaire de la grosse compagnie de transport Butterfield Overland Mail, est cofondateur.

## Pendant la guerre de Sécession

### Débuts

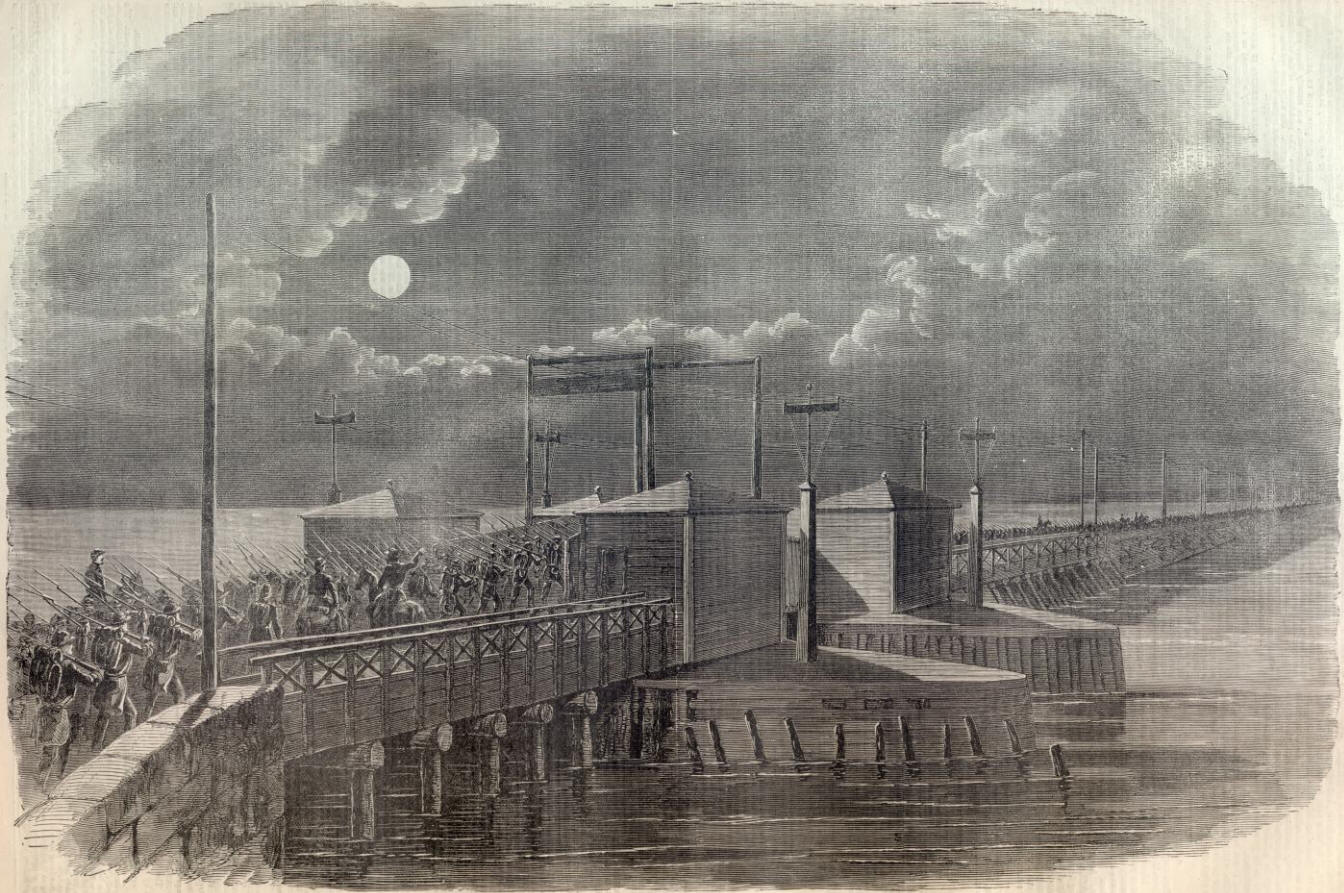
Long Bridge, 2e pont construit sur le Potomac, a été reconstruit plusieurs fois depuis son ouverture en 1809 lorsqu'il est occupé par l'armée unioniste en 1861. On voit que cet ouvrage stratégique unissant Arlington (Virginie) à Washington D.C. est gardé par un poste militaire.

Cinq jours après la prise de Fort Sumter (prise survenue le 11 avril 1861), et bien qu'il n'ait pas d'expérience militaire à part quelques participations sporadiques aux exercices de la milice locale, Butterfield est enrôlé à Washington D.C. dans les Clay Guards (District of Columbia Volunteers) avec le grade de sergent-chef.
Deux semaines plus tard seulement Butterfield est colonel du 12e New York Militia (qui deviendra bientôt le 12e New York Infantry) et son régiment a été le premier à envahir la Virginie en traversant le Potomac sur le Long Bridge.

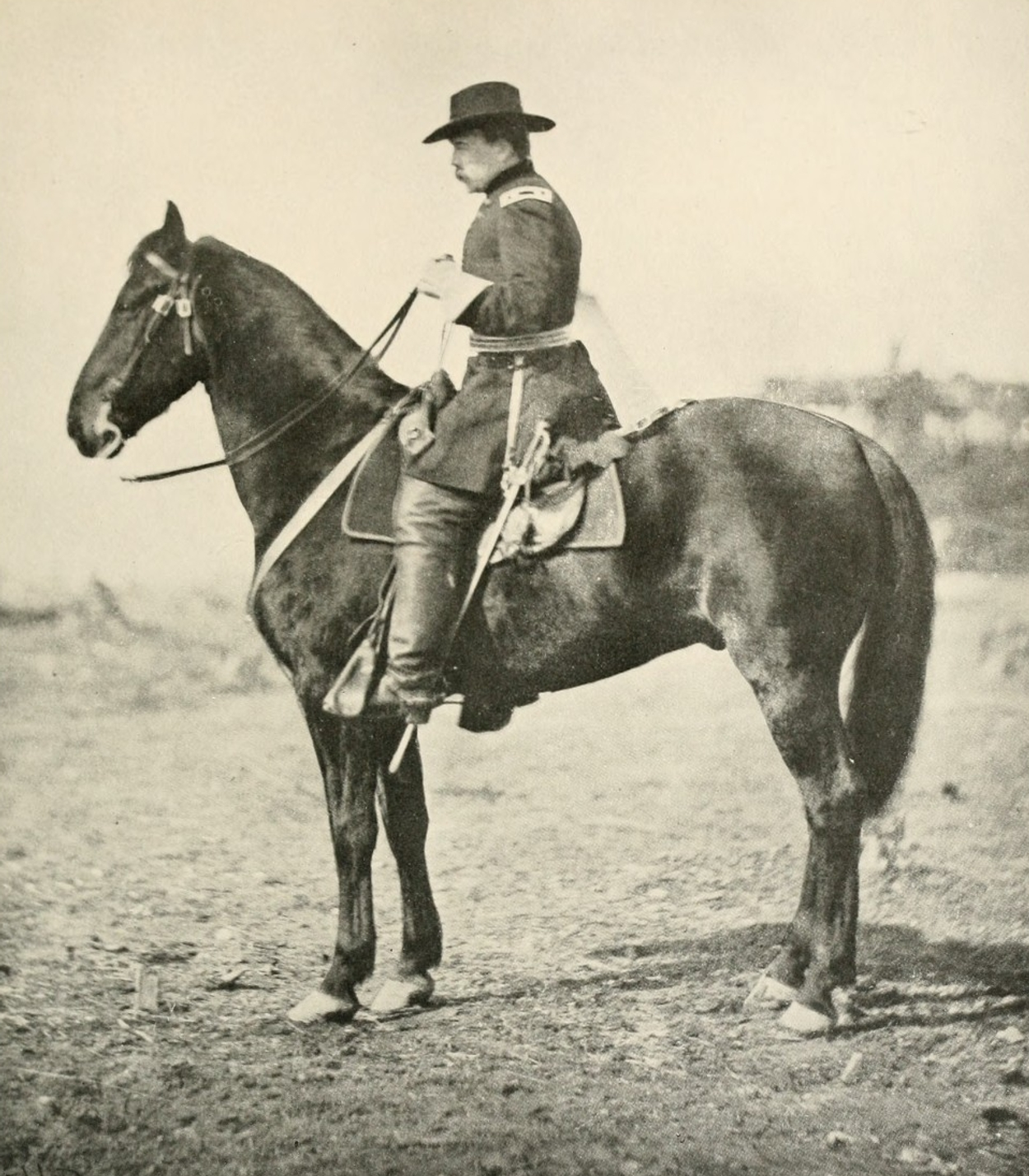
Le général Daniel Butterfield

### Rapide ascension hiérarchique
En juillet 1861 il commande une brigade, et en septembre il est nommé brigadier-general.
Butterfield est nommé dans l'Armée du Potomac de George B. McClellan et participe à la campagne de la Péninsule dans le Ve corps d'armée commandé par le major-général Fitz John Porter.
Quand l'armée du Potomac recule, chassée par Robert E. Lee loin de Richmond (bataille de Sept Jours), Butterfield se conduit bravement (il est même blessé) lors de la bataille de Gaines's Mill (27 juin 1862). Il recevra la Medal of Honor 30 ans plus tard, pour avoir « dans un moment critique, saisi le drapeau du 83e Pennsylvania Volunteers, et, sous un déluge de feu ennemi, encouragé les hommes à resserrer les rangs et à repartir à l'attaque. »
À Harrison's Landing (plantation Berkeley, Virginie), pendant que l'Union Army récupère de sa pénible retraite des Sept Jours, Butterfield cherche de nouvelles sonneries de clairon. On lui attribue la composition de la célèbre sonnerie aux morts appelée « Taps », destinée à remplacer les traditionnelles 3 volées de coups de feu lors des enterrements militaires. Oliver W. Norton, le clairon du 83e Pennsylvania Volunteers, est le premier à avoir joué « Taps », qui se répandit dans les autres unités et jusque chez les Confédérés. « Taps » finit même par remplacer la sonnerie d'origine française qui annonçait le couvre-feu.
Butterfield commande sa brigade lors de la seconde bataille de Bull Run et lors de la bataille d'Antietam. Il devient chef de division, puis commandant du Ve corps d'armée.
Pendant la bataille de Fredericksburg, ce sont essentiellement les hommes du Ve corps de Butterfield qui traversent la rivière Rappahannock sous le feu des confédérés, livrent une bataille de rues acharnée dans les ruines de la ville, puis se lancent à l'assaut de la colline de Marye's Heights, en haut de laquelle, bien retranchées, les attend l'artillerie et l'infanterie des Confédérés.
Après le désastre de Fredericksburg et le catastrophique essai de 2de attaque hivernale que fut la Mud March (marche dans la boue), Abraham Lincoln limoge Ambrose Burnside et le remplace par le major-général Joseph Hooker à la tête de l'Armée du Potomac. En janvier 1863, Butterfield devient chef d'état-major de Hooker, puis, continuant son ascension, est nommé major-général en mars, avec effet à dater de fin novembre 1862.
Hooker et Butterfield se lient étroitement, sur le plan amical comme sur le plan politique. Avec Daniel Sickles (un autre political general) ils forment un trio qui scandalise les autres généraux : au Q.G. ils reçoivent ouvertement des femmes légères, boivent sec et trament sans cesse des intrigues politiques. Charles Francis Adams, Jr., jeune grand bourgeois de la côte est, alors capitaine de cavalerie, écrit même dans une de ses lettres que le QG de Falmouth est « un bar et un bordel ».
Butterfield et Sickles s'attirent ainsi l'inimitié de nombreux officiers (surtout ceux d'active issus de West Point), qui leur reprochent d'être des séides de Hooker, des opportunistes, des arrivistes issus de Tammany Hall.
À la décharge de Hooker et Butterfield, leurs hommes les aiment car ces officiers se préoccupent aussi du bien-être de leurs troupes, leur accordent des permissions et améliorent l'alimentation, la prise en charge médicale, les cantonnements et d'une manière générale les conditions de vie du soldat. Au printemps 1863, le moral de l'armée fédérale, affecté aussi par les graves défaites subies depuis avril 1861, s'améliora.
Butterfield, qui avait rédigé en 1862 un manuel du soldat (Camp and Outpost Duty for Infantry, « Règlement du camp et des postes de garde pour l'infanterie ») reprit par ailleurs l'idée lancée par Philip Kearny : faire porter aux soldats des insignes (sur la coiffure, ou sur le bras) permettant de distinguer d'un coup d'œil à quelle unité ils appartiennent. Butterfield dessina les différents insignes de corps de l'US Army.
Pendant la bataille de Chancellorsville (encore une sévère défaite pour les Unionistes), Butterfield se trouve à Falmouth (sur l'autre rive de la Rappahannock) d'où il coordonne l'action des deux ailes unionistes, et communique avec Washington D.C..
Après Chancellorsville, Hooker est remplacé par le major-général George G. Meade, et ce juste avant la bataille de Gettysburg. Meade se défie de Butterfield, un partisan déclaré de Hooker, aussi le garde-t-il momentanément auprès de lui comme chef d'état-major. Butterfield, légèrement blessé à Gettysburg par un éclat d'obus, part en convalescence, et le 14 juillet 1863, 10 jours après la bataille, Meade le limoge.

### Après Gettysburg
Butterfield s'occupe activement à ternir la réputation de Meade, l'accusant même d'être un copperhead. En compagnie du major-général Daniel Sickles il va témoigner devant le United States Congress Joint Committee on the Conduct of the War (« Commission du Congrès sur la conduite anormale de la guerre »), et assure que Meade a hésité à poursuivre les Confédérés, et que d'ailleurs il avait même prévu de battre en retraite. Et, à l'appui de leurs dires, ils produisent la Pipe Creek Circular, un projet de repli (d'ailleurs logique et bien conçu) élaboré par Meade avant que la bataille décisive ne se fixe sur Gettysburg.
À l'automne 1863 Butterfield est à nouveau chef d'état-major de Joseph Hooker, cette fois dans l'Armée du Cumberland, à Chattanooga (Tennessee). Il commande la 3e division du nouveau XXe corps d'armée, et la dirige pendant la 1re moitié de la campagne d'Atlanta de William Tecumseh Sherman. Mais il tombe malade et quitte le front et est remplacé par le brigadier général William Thomas Ward.
Jusqu'à la fin de la guerre, Butterfield est affecté à l'arrière : d'abord à Vicksburg (Mississippi), puis à New York où il s'occupe du recrutement, et commande les troupes affectées à la surveillance du port.

## Dans l'après-guerre
Le président Ulysses S. Grant (sur recommandation d'Abel Corbin, beau-frère de Grant) nomme Butterfield assistant du trésorier-général des États-Unis.
Butterfield se laisse corrompre par Jay Gould et James Fisk , deux financiers qui voulaient faire un corner sur le marché de l'or : moyennant 10 000 $, Butterfield accepte de les prévenir lorsque des grosses transactions sur l'or seraient envisagées par le gouvernement.
Averti que Butterfield se rendait complice d'un futur délit d'initié, Grant déjoua les attentes des spéculateurs en faisant (sans en avertir Butterfield) mettre subitement sur le marché 4 000 000 $ d'or. Les prix de l'or dégringolèrent, entraînant (le 29 septembre 1869) le krash financier appelé depuis 1869 Black Friday (scandale Fisk-Gould).
En 1886, âgé de 55 ans, il épouse à Londres Julia L. James, une new-yorkaise.
Avec d'autres capitalistes de l'époque, Butterfield a participé à diverses opérations immobilières lors de la croissance de New York : il a acheté en particulier à Upper Manhattan des terrains qui deviendront Fort Tryon Park.

## Mort etin memoriam
Butterfield meurt à 69 ans, en 1901, à Cold Spring (New York) et (bien qu'il ne soit pas sorti des rangs de West Point) est enterré dans un caveau monumental au cimetière de West Point. Un clairon joue Taps (qu'on appelle maintenant Butterfield's Lullaby, « la Berceuse de Butterfield ») à la fin de la cérémonie funèbre.
Le Butterfield Paramedic Institute de Cold Spring a été baptisé ainsi en l'honneur de Daniel Butterfield. Sa statue par Gutzon Borglum se dresse dans le Sakura Park de Manhattan.
Dans le livre The Killer Angels de Michael Shaara, un soldat affirme que « Taps a été écrit par Butterfield, et que d'ailleurs la sonnerie se joue Taa Taa Taaaa, Butterfieeeeld, Butterfieeeeld… »

## Sources
- (en) Cet article est partiellement ou en totalité issu de l’article de Wikipédia en anglais intitulé « Daniel Butterfield » (voir la liste des auteurs).

- Wikisource
- « Web biography of Butterfield »